# Reichstagswahlkreis Oberbayern 2

Die Wahlkreisaufteilung des Deutschen Reichs.

Der Reichstagswahlkreis Reichstagswahlkreis Oberbayern 2 (Wahlkreis 238; Wahlkreis München II) war ein Wahlkreis für die Reichstagswahlen im Deutschen Reich und im Norddeutschen Bund von 1867 bis 1918.

## Wahlkreiszuschnitt
Der Wahlkreis umfasste die Stadt München ohne das Zentrum und den nördlichen Teil, das Bezirksamt München ohne die Gemeinde Peiß und die Ortschaft Faistenhaar, das Bezirksamt Starnberg und das Bezirksamt Wolfratshausen. Es war einer der einwohnerstärksten Reichstagswahlkreise. Der Wahlkreis war zunächst eine Parteihochburg des Zentrums. Von 1890 bis 1918 wurde der Wahlkreis vom Sozialdemokraten Georg von Vollmar gehalten. Die Wahlen wurden meist bereits im ersten Wahlgang entschieden.
| Jahr | Einwohner |
| ---- | --------- |
| 1890 | 273.258   |
| 1895 | 327.713   |
| 1900 | 421.102   |
| 1905 | 468.719   |
| 1910 | 535.802   |

|      | Landwirtschaft | Industrie und Gewerbe | Handel und Dienstleistungen |
| ---- | -------------- | --------------------- | --------------------------- |
| 1895 | 16,3           | 45,6                  | 38,0                        |
| 1907 | 11,7           | 41,3                  | 47,0                        |

|      | Evangelisch | Katholisch |
| ---- | ----------- | ---------- |
| 1890 | 10,0        | 88,6       |
| 1905 | 11,4        | 87,0       |
| 1910 | 12,0        | 85,4       |

## Abgeordnete
| Wahl                             | Abgeordneter      | Partei                                     | Bild |
| -------------------------------- | ----------------- | ------------------------------------------ | ---- |
| Zollparlamentswahl 1868 bis 1871 | Franz Kester      | Fraktionslos                               | 0    |
| Reichstagswahl 1871 bis 1874     | Wilhelm Kastner   | Liberale Reichspartei                      |      |
| Reichstagswahl 1874 bis 1884     | Anton Westermayer | Deutsche Zentrumspartei                    | 0    |
| Reichstagswahl 1884 bis 1887     | Georg von Vollmar | Sozialistische Arbeiterpartei Deutschlands |      |
| Reichstagswahl 1887 bis 1890     | Johann Landes     | Deutsche Zentrumspartei                    | 0    |
| Reichstagswahl 1890 bis 1918     | Georg von Vollmar | Sozialdemokratische Partei Deutschlands    |      |

## Wahlen

### Zollparlament
Es fand nur ein Wahlgang statt. Die Zahl der gültigen Stimmen betrug 11.517.
| Kandidat     | Partei       | Stimmen | in % | Anmerkungen |
| ------------ | ------------ | ------- | ---- | ----------- |
| Franz Kester | Fraktionslos | 6832    | 0    | 0           |

### Reichstagswahl 1871
Es fand ein Wahlgang statt. 27.252 Männer waren wahlberechtigt. Die Zahl der abgegebenen Stimmen betrug 14.922, 32 Stimmen waren ungültig. Die Wahlbeteiligung betrug 54,9 %.
| Kandidat                | Partei                     | Stimmen | in % | Anmerkungen |
| ----------------------- | -------------------------- | ------- | ---- | ----------- |
| Wilhelm Kastner         | LRP                        | 8873    | 0    | 0           |
| Prinz Ludwig von Bayern | Bayerische Patriotenpartei | 5783    | 0    | 0           |
| 0                       | Sonstige                   | 266     | 0    | 0           |

### Reichstagswahl 1874
Es fand ein Wahlgang statt. 33.593 Männer waren wahlberechtigt. Die Zahl der abgegebenen Stimmen betrug 20.451, 79 Stimmen waren ungültig. Die Wahlbeteiligung betrug 61,1 %.
| Kandidat          | Partei   | Stimmen | in % | Anmerkungen                |
| ----------------- | -------- | ------- | ---- | -------------------------- |
| Anton Westermayer | Zentrum  | 11.669  | 0    | 0                          |
| Ritter von Maffey | Lib      | 6749    | 0    | 0                          |
| Bruno Geiser      | S (Eis)  | 1709    | 0    | 0                          |
| Puschmann         | V        | 257     | 0    | Dr. med., praktischer Arzt |
| 0                 | Sonstige | 67      | 0    | 0                          |

### Reichstagswahl 1877
Es fanden zwei Wahlgänge statt. 39.084 Männer waren wahlberechtigt. Die Zahl der abgegebenen Stimmen betrug im ersten Wahlgang 22.233, 49 Stimmen waren ungültig. Die Wahlbeteiligung betrug 57 %.
| Kandidat          | Partei   | Stimmen | in % | Anmerkungen   |
| ----------------- | -------- | ------- | ---- | ------------- |
| Anton Westermayer | Zentrum  | 10.492  | 0    | 0             |
| Ritter von Maffey | Lib      | 9092    | 0    | 0             |
| Kiefer            | S        | 2568    | 0    | Schriftsetzer |
|                   | S        | 43      | 0    | 0             |
| 0                 | Sonstige | 38      | 0    | 0             |

In der Stichwahl betrug die Zahl der abgegebenen Stimmen 25.201, 64 Stimmen waren ungültig. Die Wahlbeteiligung betrug 64,6 %.
| Kandidat          | Partei  | Stimmen | in % | Anmerkungen |
| ----------------- | ------- | ------- | ---- | ----------- |
| Anton Westermayer | Zentrum | 14.018  | 0    | 0           |
| Ritter von Maffey | Lib     | 11.183  | 0    | 0           |

### Reichstagswahl 1878
Es fand ein Wahlgang statt. 31.065 Männer waren wahlberechtigt. Die Zahl der abgegebenen Stimmen betrug 23.595, 29 Stimmen waren ungültig. Die Wahlbeteiligung betrug 79,3 %.
| Kandidat          | Partei   | Stimmen | in % | Anmerkungen   |
| ----------------- | -------- | ------- | ---- | ------------- |
| Anton Westermayer | Zentrum  | 13.404  | 0    | 0             |
| Gustav von Schlör | Lib      | 7557    | 0    | 0             |
| Kiefer            | S        | 3252    | 0    | Schriftsetzer |
| Dr. Bauer         | Kons     | 306     | 0    | 0             |
| 0                 | Sonstige | 76      | 0    | 0             |

### Reichstagswahl 1881
Es fand ein Wahlgang statt. 41.567 Männer waren wahlberechtigt. Die Zahl der abgegebenen Stimmen betrug 19.282, 39 Stimmen waren ungültig. Die Wahlbeteiligung betrug 46,5 %.
| Kandidat          | Partei   | Stimmen | in % | Anmerkungen  |
| ----------------- | -------- | ------- | ---- | ------------ |
| Anton Westermayer | Zentrum  | 11.310  | 0    | 0            |
| Kustermann        | NLP      | 4640    | 0    | Eisenhändler |
| August Bebel      | S        | 2972    | 0    | 0            |
| Dr. Härlin        | V        | 330     | 0    | 0            |
| 0                 | Sonstige | 30      | 0    | 0            |

### Reichstagswahl 1884
Es fanden zwei Wahlgänge statt. Bei der Stichwahl traten Anton Westermayer für das Zentrum und der bisherige sächsische Reichstagsabgeordnete Georg von Vollmar gegeneinander an, von Vollmar gewann schließlich das einzige Mandat für die Sozialistische Arbeiterpartei Deutschlands in ganz Bayern. 

### Reichstagswahl 1887
Für die Stichwahl bei der Reichstagswahl 1887 wurde ein formelles Wahlkreisabkommen zwischen NLP und SPD geschlossen. Danach unterstütze die SPD im Wahlkreis München 1 den NLP-Kandidaten und umgekehrt die NLP im Wahlkreis München 2 den Kandidaten der SPD. Trotz dieser Unterstützung wurde der Wahlkreis durch das Zentrum gewonnen.

### Reichstagswahl 1890
Bei der Reichstagswahl 1890 unterstützte die NLP und der "44er-Ausschusses" (ein Wahlverein, der liberale, nicht-ultramontane Kandidaten unterstützte) den Fabrikanten Metzelder, nachdem die Verhandlungen mit der Deutsch-Freisinnigen Partei über einen gemeinsamen Kandidaten aller Liberalen Parteien gescheitert waren.
. 
Bei der Reichstagswahl 1890 fand ein Wahlgang statt. Die Zahl der Wahlberechtigten betrug 64.346, die Zahl der Wähler 39.406. Die Wahlbeteiligung betrug 61,2 %. 37 Stimmen waren ungültig.
| Kandidat           | Partei     | Stimmen | in %   | Anmerkungen     |
| ------------------ | ---------- | ------- | ------ | --------------- |
| Feierabend         | DF         | 693     | 1,8 %  | 0               |
| Georg von Vollmar  | SPD        | 20.594  | 52,3 % | 0               |
| Friedrich Metzeler | Unabhängig | 6628    | 16,8 % | Fabrikant       |
| Georg Leib         | Zentrum    | 11.396  | 28,9 % | Zimmerermeister |
| 0                  | Sonstige   | 58      | 0,2 %  | 0               |

### Reichstagswahl 1893
Bei der Reichstagswahl 1893 unterstützte die liberalen Parteien den Kandidaten der NLP. Der Zentrumskandidat, der Glockengießer Ulrich Kortler verstand sich als Mitglied der Deutsch-Sozialen Partei, hatte sich aber vor der Wahl bereit erklärt, der Reichstagsfraktion des Zentrums beizutreten.
. 
Bei der Reichstagswahl 1893 fand ein Wahlgang statt. Die Zahl der Wahlberechtigten betrug 71.697, die Zahl der Wähler 38.735. Die Wahlbeteiligung betrug 52,6 %. 69 Stimmen waren ungültig.
| Kandidat          | Partei   | Stimmen | in %   | Anmerkungen |
| ----------------- | -------- | ------- | ------ | ----------- |
| Johann Sedlmayr   | NLP      | 6011    | 15,5 % | 0           |
| Georg von Vollmar | SPD      | 21.876  | 56,5 % | 0           |
| Georg Birk        | SPD      | 34      | 0,1 %  | 0           |
| Ulrich Kortler    | Zentrum  | 10.730  | 27,7 % | 0           |
| Georg Leib        | Zentrum  | 31      | 0,1 %  | 0           |
| 0                 | Sonstige | 49      | 0,1 %  | 0           |

### Reichstagswahl 1898
Bei der Reichstagswahl 1898 fand ein Wahlgang statt. Die Zahl der Wahlberechtigten betrug 88.641, die Zahl der Wähler 44.913. Die Wahlbeteiligung betrug 50,7 %. 194 Stimmen waren ungültig.
| Kandidat             | Partei     | Stimmen | in %   | Anmerkungen      |
| -------------------- | ---------- | ------- | ------ | ---------------- |
| Ludwig Wenng         | CS         | 143     | 0,3 %  | 0                |
| Fritz Haberstock     | BB         | 2132    | 4,8 %  | Ziegeleibesitzer |
| Oswald Scholl        | DVP        | 238     | 0,5 %  | 0                |
| Ratzinger            | M          | 377     | 0,8 %  | 0                |
| Johann Altinger      | NLP        | 5907    | 13,2 % | 0                |
| Georg von Vollmar    | SPD        | 23.116  | 51,7 % | 0                |
| Hermann Sickenberger | Zentrum    | 12.687  | 28,4 % | Reallehrer       |
| Johann Schwarz       | Unabhängig | 31      | 0,1 %  | 0                |
| 0                    | Sonstige   | 88      | 0,2 %  | 0                |

### Reichstagswahl 1903
Wie im Nachbarwahlkreis München I konnten sich die liberalen Parteien nicht auf einen Kandidaten einigen. Die Freisinnige Volkspartei verzichtete letztlich auf einen Kandidaten und sprach keine Wahlempfehlung aus.
Bei der Reichstagswahl 1903 fand ein Wahlgang statt. Die Zahl der Wahlberechtigten betrug 110.212, die Zahl der Wähler 71.580. Die Wahlbeteiligung betrug 64,9 %. 339 Stimmen waren ungültig.
| Kandidat             | Partei   | Stimmen | in %   | Anmerkungen   |
| -------------------- | -------- | ------- | ------ | ------------- |
| Kögelsberger         | BB       | 2132    | 3,0 %  | Bäckermeister |
| Wagner               | CS       | 1591    | 2,3 %  | 0             |
| 0                    | CS       | 34      | 0,0 %  | 0             |
| Ludwig Quidde        | DVP      | 774     | 1,1 %  | 0             |
| Georg Wilhelm Schenk | NLP      | 9809    | 13,7 % | Apotheker     |
| Georg von Vollmar    | SPD      | 40.046  | 56,2 % | 0             |
| Ludwig Giehrl        | Zentrum  | 16.804  | 23,6 % | 0             |
| 0                    | Sonstige | 51      | 0,1 %  | 0             |

### Reichstagswahl 1907
NLP, die Freisinnige Volkspartei und die DVP einigten sich auf den Rechtsanwalt Kohl als "liberalen Blockkandidaten". Kohl erklärte, im Reichstag keiner Fraktion beitreten zu wollen 
Bei der Reichstagswahl 1907 fanden zwei Wahlgänge statt. Die Zahl der Wahlberechtigten betrug im ersten Wahlgang 117.394, die Zahl der Wähler 82.644. Die Wahlbeteiligung betrug 70,4 %. 344 Stimmen waren ungültig.
| Kandidat          | Partei       | Stimmen | in %   | Anmerkungen                   |
| ----------------- | ------------ | ------- | ------ | ----------------------------- |
| Kögelsberger      | BB           | 1410    | 1,7 %  | Bäckermeister                 |
| Probst            | MVg          | 44      | 0,1 %  | Drechslermeister aus Nürnberg |
| Georg von Vollmar | SPD          | 40.384  | 49,0 % | 0                             |
| Ludwig Giehrl     | Zentrum      | 19.651  | 23,9 % | 0                             |
| Kohl              | Unabhängiger | 20.754  | 25,2 % | 0                             |
| 0                 | Sonstige     | 57      | 0,1 %  | 0                             |

Vor der Stichwahl rief das Zentrum zur Wahl des SPD-Kandidaten auf.
Bei der Stichwahl am 5. Februar 1907 betrug die Zahl der Wähler 78.233. Die Wahlbeteiligung betrug 66,6 %. 632 Stimmen waren ungültig.
| Kandidat          | Partei       | Stimmen | in %   | Anmerkungen |
| ----------------- | ------------ | ------- | ------ | ----------- |
| Georg von Vollmar | SPD          | 49.746  | 64,1 % | 0           |
| Kohl              | Unabhängiger | 27.855  | 35,9 % | 0           |

### Reichstagswahl 1912
Die NLP und die Fortschrittliche Volkspartei einigten sich auf den Buchdruckereibesitzer Meindl als Kandidaten.
Bei der Reichstagswahl 1912 fand ein Wahlgang statt. Die Zahl der Wahlberechtigten betrug 128.912, die Zahl der Wähler 102.102. Die Wahlbeteiligung betrug 79,2 %. 437 Stimmen waren ungültig.
| Kandidat          | Partei   | Stimmen | in %   | Anmerkungen               |
| ----------------- | -------- | ------- | ------ | ------------------------- |
| Philipp Holly     | BB       | 1349    | 1,3 %  | Gutsbesitzer, Hölzlhof    |
| Anton Meindl      | FoVP     | 23.899  | 23,5 % | 0                         |
| Karl von Spieß    | K        | 544     | 0,6 %  | 0                         |
| Georg von Vollmar | SPD      | 56.601  | 55,7 % | 0                         |
| Franz Lochbrunner | Zentrum  | 28      | 0,0 %  | Dr. med, praktischer Arzt |
| 0                 | Sonstige | 31      | 0,0 %  | 0                         |